# Великі Мости
Вели́кі Мо́сти — місто в Україні, центр Великомостівської міської громади, Львівської області.

## Географія
Селище розташоване біля річки Рата — притоки Західного Бугу, за 25 км від Жовкви, та за 54 км від областного центру Львова.

## Клімат
У місті вологий континентальний клімат, з м'якою зимою та теплим літом. Середньорічна температура становить +7.7 °C.
Найпрохолодніший місяць січень, зі середньою температурою -4,0 °С, найтепліший місць липень, з середньою температурою +18.2 °C.
Опадів більше випадає у липні, у середньому 86 мм, найменше у січні— 32 мм опадів. У рік випадає близько 630 мм опадів.
| Кліматограма Великих Мостів                                                                    | Кліматограма Великих Мостів | Кліматограма Великих Мостів | Кліматограма Великих Мостів | Кліматограма Великих Мостів | Кліматограма Великих Мостів | Кліматограма Великих Мостів | Кліматограма Великих Мостів | Кліматограма Великих Мостів | Кліматограма Великих Мостів | Кліматограма Великих Мостів | Кліматограма Великих Мостів |
| ---------------------------------------------------------------------------------------------- | --------------------------- | --------------------------- | --------------------------- | --------------------------- | --------------------------- | --------------------------- | --------------------------- | --------------------------- | --------------------------- | --------------------------- | --------------------------- |
| С                                                                                              | Л                           | Б                           | К                           | Т                           | Ч                           | Л                           | С                           | В                           | Ж                           | Л                           | Г                           |
| 32 −1 −7                                                                                       | 32 0 −5                     | 36 5 −2                     | 45 13 4                     | 69 19 8                     | 83 22 12                    | 86 24 13                    | 67 23 12                    | 56 18 9                     | 42 13 4                     | 40 6 0                      | 42 1 −4                     |
| Середня макс. і мін. температури повітря (°C) Атмосферні опади (мм), за рік : 630 мм. Джерело: |                             |                             |                             |                             |                             |                             |                             |                             |                             |                             |                             |

## Населення

### Чисельність
На 2024 рік населення Великих Мостів налічувало 5778 осіб.
Динаміка населення Великих Мостів

### Національний склад
Розподіл населення за національністю за даними перепису 2001 року:
| Національність  | Відсоток |
| --------------- | -------- |
| українці        | 97,59%   |
| росіяни         | 1,27%    |
| поляки          | 0,81%    |
| білоруси        | 0,20%    |
| інші/не вказали | 0,13%    |

### Мова
Розподіл населення за рідною мовою за даними перепису 2001 року:
| Мова            | Чисельність, осіб | Доля   |
| --------------- | ----------------- | ------ |
| Українська      | 5 849             | 98,73% |
| Російська       | 57                | 0,96%  |
| Білоруська      | 8                 | 0,14%  |
| Польська        | 6                 | 0,10%  |
| Румунська       | 3                 | 0,05%  |
| Інші/Не вказали | 1                 | 0,02%  |
| Разом           | 5 924             | 100%   |

## Історія

Пам'ятник Степану Бандері

### Давні віки
За пів кілометра на північ від міста, поряд Рати, між двома струмками археологи зафіксували мезолітичну стоянку. Там же знайдено сліди поселення бронзової доби й часів Русі. До нашого часу цей культурний шар дійшов у зміненому вигляді.
На місці кар'єру пісковика біля високого берега ріки Рати знайдено поселення комарівської культури. Тут же, біля крайньої хати Великих Мостів було поселення культури лійчастого посуду, сьогодні ця територія зруйнована.
На півдні від Великих Мостів, приблизно за три кілометри, біля автотраси Н17 на межі Сокальського й Жовківського районів, на правому березі струмка віднайдено поселення комарівської культури, його культурний шар зберігся не повністю.
Праворуч від дороги на Волицю в урочищі Заготльон знайдено поселення бронзової доби, його культурний шар частково зберігся. Неподалік від центру міста в урочищі Лужок, де є теплиці, а також між лівим берегом струмка і правим берегом ріки Рата було поселення комарівської культури, у цьому місці відбувалися археологічні дослідження.

### Перша писемна згадка
Перше писемне свідоцтво про існування містечка на цьому місці належить до XV ст., у 1472 р. на лівому березі Рати, серед лісів існувала оселя, звана Мости або міст. У записах про село Мости в королівського збирача податків сказано: «600 овець, 2 корчми, дворища волохів». Той факт, що в Мостах у 1472 р. існувало аж дві корчми говорить про те, що ця оселя була не такою ж малою.
Далі на долю села проливають світло уривки з німецької літературної пам'ятки XV ст. З неї ми довідуємось, що в неділю 9 липня 1497 р. через Мости з Белза переїжджають хрестоносці, яких викликав на війну з турками польський король Ян Ольбрахт. Загін лицарів 400 чоловік. Секретар зробив запис про похід: «Пусте село, назване Мости і річка тут Рата». Очевидно всі селяни встигли сховатися в ліси. Наскоки татар часто руйнували країну. На Белзькій землі ті побували ще в 1450 р.
В історичних хроніках від 16 століття згадується невеличке поселення Містки, що притулилося на правому березі річки Рати, на півдорозі між Жовквою та Белзом.

### Статус міста
Подальшу долю Містків кардинально змінив їх власник — польський король Сигізмунд II Август, який 23 липня 1549 р. видав привілей на прохання белзького, люблінського старости, графа Станіслава Тенчинського, згідно з яким селу надали статус міста з одночасним запровадженням магдебурзького права. Це в історії рідкий випадок, коли дату заснування міста відомо з точністю до дня. Із вдячності мешканці вирішили назвати місто Августів — на честь короля, який призначив першим його війтом Андрія Рокицького.
Щоб якнайшвидше наповнити міську скарбницю, магістрату надали три лани поля, лазню, солодовню, броварню й ремісничу ятку. Крім цього, у міську казну надходив увесь виторг від продажу горілки, а також кожна третя мірка борошна від млина. У місті запровадили щотижневі ярмарки — в середу, і два річні — на свята Божого Тіла та Всіх Святих. Старості надавали право брати чинш від лав м'ясників, а у дні торгів — від усіх інших товарів. «Новоспечених» міщан звільнили від усіх феодальних податків і повинностей, а також від робіт біля замку. Обов'язковими залишалися лише роботи з ремонту доріг і млинів (один із них був у місті, інший — у селі Воля Дворецька, але належав місту). Для пожвавлення торгівлі король дозволив оселятися в Августові євреям — на таких самих правах, що й у Белзі.
Місто швидко розвивалось і розросталось. 1569 року тут нараховували 257 житлових будинків, чотири солодовні, працювали 25 пекарів і 13 столярів, міщанам належало більш ніж 31 лан поля. 22 червня 1576 р. король Стефан Баторій підтвердив привілей свого попередника стосовно Августова.
У березні 1581 р. Ян Саріуш Замойський отримав права на Белзьке староство та Августів.

1583 місто отримало новий привілей, у якому, з-поміж іншого, ішлося про те, що через швидкі темпи зростання кількості населення назріла необхідність обмежити територію міста земляними валами та ровом з водою, які, крім усього, виконували б і захисну функцію. Звісно, це вимагало додаткових коштів. У зв'язку з цим магістрат отримав право торгувати «ходовим» товаром: хлібом, сіллю, шкірою, залізо-скоб'яними виробами, а також організовувати нові ремісничі цехи. Згідно з новим привілеєм, посаду старости можна було офіційно «купити», заплативши в міську казну певну суму. Якщо зголошувалися декілька претендентів, між ними влаштовували своєрідний «аукціон».

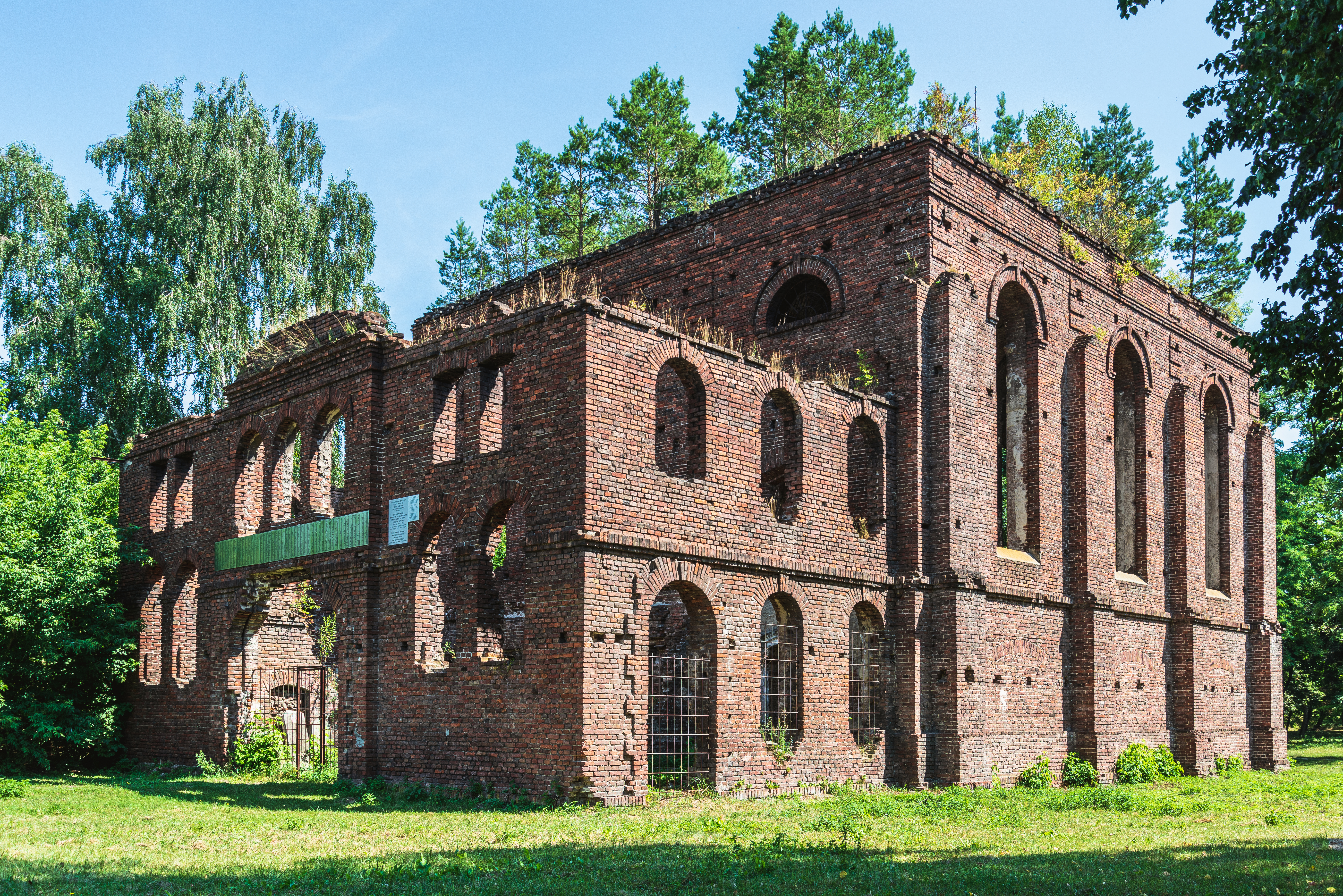
Залишки синагоги

Згодом міщани виклопотали собі право збудувати міст через Рату. Ця ідея виявилася настільки вдалою, що завдяки їй місто не тільки зміцніло фінансово, а й із часом отримало нову назву. 1616 р. в Августові нараховували вже 302 житлові будинки, вісім солодовень, броварню, воскобійню, 36 пекарів, 20 шевців, були також майстри-різники (очевидно, євреї, їхньої кількості не вказують). Імовірно, у XVII ст у місті був також гутний промисел із виготовлення виробів зі скла. Один лан поля належав церкві, збудованій 1712 р., за що священик платив чинш 15 грошів.

### Нова назва
1662-го на місто напали татари й майже повністю зруйнували його, вбивши та забравши в «ясир» багатьох мешканців. Про масштаби руйнації можна судити з того, що, за даними історичних документів, у шевському, кравецькому, кушнірському та ткацькому цехах залишилося лише по одному майстру. У власності міста на цей час перебувало три мости: два великі — через річку Рата, й один менший — через річку Болотня. Завдяки миту, яке отримувала міська скарбниця за користування мостами, Августову вдалося доволі швидко відбудуватися та відновити господарську інфраструктуру. Через це, починаючи з 1770 року, назва «Августів» поступово зникає з ужитку, історичних хронік і географічних мап. Натомість з'являється нова назва — «Великі Мости».
Парафіяльний костел Сигізмунд Август заклав тут 1549 р. Свого часу король надав у власність костелу два лани поля. Крім цього, міський уряд був зобов'язаний віддавати йому певну частку врожаю жита, пшениці та вівса, який отримував із належних йому полів. Кожен будинок мав сплачувати на утримання костелу один грош. 1837 р. у Великих Мостах спорудили мурований костел. У документах початку XVIII ст. згадується міська трикласна школа.
Від XIX ст. дедалі більшої ваги в структурі промисловості міста набуває виробництво «терпентини», «каніфолії», скипидару, різноманітних смол. Неважко помітити, що все це — продукти переробки соснової живиці, яку заготовляли в навколишніх лісах.
У 1940—1962 рр. (за винятком періоду німецької окупації) Великі Мости були центром Великомостівського району Львівської області.
1 січня 2012 р. в місті відкритий пам'ятник Степану Бандері.
Із визначних місць у Мостах є такі:
- Стара польська школа
- Руїни синагоги

## Відомі люди

Єпископ Андрій (Роборецький)

### Народилися
- Дулько Ігор Миколайович[14] (1996—2018) — сержант Збройних сил України, учасник російсько-української війни.
- Степан Женецький[15] (1913—2008) — український письменник, журналіст, громадський діяч.
- Андрій (Роборецький) (1910—1982) — церковний діяч, єпископ Української греко-католицької церкви в Канаді, екзарх (1951—1956) і єпарх (1956—1982) саскатунський.
- Андрій Рачинський — знаний музикант і композитор, 1763 р. поступив на службу до Кирила Розумовського, а з 1790 року був керівником хорової капели при дворі російського царя Петра III в Петербурзі;
- Микола Слука (нар. 1964)— радянський та український футболіст, півзахисник;
- Олег Созанський — бандурист-віртуоз, заслужений артист України[16]
- Едуард Виграновський (Скруджи) — відомий реп-виконавець.
- Ведмедеря Валерій Йосипович (1946—2008) — український зоолог, герпетолог

### Померли
- Принц Губертус Саксен-Кобург-Готський (1909—1943) — німецький льотчик-кур'єр, оберлейтенант люфтваффе.

### Мостівські старости
- Миколай Бєґановський — каштелян кам'янецький, староста янувський, дружина — Уршуля Красновська[17]
- Миколай Бєґановський, дружина — Уршуля Стемпковська
- Адам з Буженіна Мнішех
- Антоні Стаміровський[18]
- Олександр Ходоровський[19]